# Dīmītrīs Popovits
Dīmītrīs Popovits (in greco Δημήτρης Πόποβιτς?; Francoforte sul Meno, 11 febbraio 1995) è un calciatore greco, centrocampista del Kavala.

## Carriera

### Club
Ha giocato nella massima serie dei campionati greco e slovacco.

### Nazionale
Ha militato nelle nazionali giovanili greche Under-17, Under-18, Under-19 ed Under-20.